# Stazione di Sasseto
La stazione di Sasseto (in sloveno Zazid) è una fermata ferroviaria posta sulla linea per Divaccia-Pola; serve l'omonima località, appartenente al comune di Capodistria.

## Storia
La fermata fu attivata il 20 settembre 1876, con l'apertura della ferrovia Istriana.
Dopo la prima guerra mondiale, con l'annessione della zona al Regno d'Italia, la fermata passò alle Ferrovie dello Stato italiane, assumendo il nome di Sasseto.
Dopo la seconda guerra mondiale la fermata passò alla rete jugoslava (JŽ), venendo ribattezzata Zazid, analogamente al centro abitato. Dal 1991 appartiene alla rete slovena (Slovenske železnice).
Essendo posta a distanza dall'omonimo centro abitato e molto più in quota, collegata da una strada non carrozzabile, il traffico viaggiatori negli anni 2000 è del tutto cessato e la fermata è stata soppressa nel 2013.